# Artoria (organisatie)
Artoria is een cultuurhistorische organisatie, actief in en rond Gent in België. Haar werking steunt op drie pijlers: gidsenorganisatie, de uitbating van historische monumenten en de ontwikkeling van historische publicaties.

## Gidsenorganisatie
Artoria is de koepelorganisatie boven drie erkende Belgische gidsenverenigingen.
- Gandante vzw: een gidsenbond die geleide wandelingen, fietstochten en zoektochten aanbiedt in het centrum en in de omgeving van Gent in Oost-Vlaanderen.
- Meetjeslandse Gidsen: een vereniging die het patrimonium en het cultureel erfgoed van de Meetjeslandse regio in de Belgische provincie Oost-Vlaanderen belicht.
- Littoralis: een gidsenvereniging die actief is in verschillende gemeenten en steden aan de Belgische kust.

## Uitbating van historische monumenten
Sinds 2005 is Artoria de erkende concessionaris van het Gentse belfort, een monument dat op de UNESCO-lijst voor beschermd erfgoed prijkt. Zij is door het Gentse stadsbestuur verantwoordelijk voor de inhoudelijke en praktische zaken die met de uitbating van het belfort te maken hebben.

## Historische publicaties
Artoria is als studiebureau verantwoordelijk voor diverse historische uitgaven en publicaties.
- In 2017 verscheen een uitgebreide publicatie over de geschiedenis van AZ Alma, de fusie tussen het Elizabeth Ziekenhuis in Sijsele en het Heilig Hart Ziekenhuis in Eeklo. Dit boek werd voorgesteld op de officiële opening van de nieuwe campus van het fusieziekenhuis.
- Naar aanleiding van een overzichtstentoonstelling over de Gentse kunstenaar Dees de Bruyne in 2015 in het Museum Dr. Guislain in Gent, schreef Artoria een artikel over zijn levensloop in de officiële publicatie bij de expositie.
- Artoria bestudeerde in 2012 zowel het materiële als het immateriële oorlogserfgoed van de Meetjeslandse regio, en dit is gebundeld in het cultureel- historisch rapport 'COMEET - 100 jaar Groote Oorlog'.

## Partners
Artoria werkte en werkt samen met volgende partners:
- Historische Huizen
- STAM
- Herita
- WeChat
- Floraliën Gent

## Uitgaven
- Sophie Huysman, Maud Bonte, Gille De Bruycker AZ Alma. Zorg met een hart, Eeklo, 2017.
- Walter Ertvelt, Dees De Bruyne. Een schilderkunstig leven, Gent, 2016.